# Golem Korab
Golem Korab (alb. Maja e Korabit, maced. Голем Кораб, Golem Korab) – najwyższy szczyt górski w paśmie Korab (alb. Mali i Korabit) na Półwyspie Bałkańskim. W paśmie Korab łączą się granice Albanii, Kosowa i Macedonii Północnej. Główny wierzchołek znajduje się nieco na południe od punktu spotkania granic na wysokości 2764 m n.p.m. Przecięty jest granicą albańsko-macedońską i jest najwyższym szczytem obydwu tych państw, w związku z czym należy do Korony Europy.